# Armorloricus kristenseni
Armorloricus kristenseni är en djurart som beskrevs av Heiner 2004. Armorloricus kristenseni ingår i släktet Armorloricus, och familjen Nanaloricidae. Inga underarter finns listade i Catalogue of Life.